# 46702 Linapucci
46702 Linapucci è un asteroide della fascia principale. Scoperto nel 1997, presenta un'orbita caratterizzata da un semiasse maggiore pari a 2,2950345 au e da un'eccentricità di 0,1390908, inclinata di 6,05906° rispetto all'eclittica.
L'asteroide è dedicato a Lina Pucci, madre di Giuseppe Forti, uno dei due scopritori.